# Sy Oliver
Melvin James Oliver (Battle Creek, 17 december 1910 - New York, 28 mei 1988) was een Amerikaanse zanger, jazztrompettist, arrangeur, componist en orkestleider.

## Carrière
Oliver was de zoon van muzikanten. Bij zijn vader leerde hij noten lezen en het piano- en trompetspel. Na afsluiting van de highschool speelde hij in Territory Bands van het middenwesten, bij Cliff Barnett en bij Zach Whytes Chocolate Beau Brummels als muzikant en zanger, waar eerste opnamen ontstonden, later bij Alphonse Trent. Tussen 1933 en 1939 speelde en zong hij in de band van Jimmie Lunceford en stuurde hij vele arrangementen en diens specifieke sound bij. Bij Lunceford was Oliver verantwoordelijk voor succesnummers als My Blue Heaven, Ain't She Sweet, Organ Grinder's Swing en 'Tain't What You Do.
Vervolgens werkte hij in het orkest van Tommy Dorsey, nadat deze hem met het aanbod om 5000 dollar per jaar te verdienen, bij Lunceford had weggekaapt. Hij speelde tot 1943 en hernieuwd vanaf 1945 bij Dorsey, met een onderbreking bij de United States Army, waar hij een militaire kapel leidde. Hij was de eerste Afro-Amerikaan, die een belangrijke rol speelde in een blanke band. Olivers arrangement van de standard On the Sunny Side of the Street werd Dorsey's grootste hit. Oliver had een poos een eigen jazzband, waarmee hij ook optrad op de radio. Sinds het eind van de jaren 1940 werkte hij als freelance arrangeur, schreef voor film- en studiobands, vooral in opdracht van zangers als Frank Sinatra, Sammy Davis jr., Ella Fitzgerald, Chris Connor en Louis Armstrong, wiens kerkelijke albums Louis and the Angels en Louis and the Good Book (1957/1958) vooral Olivers werk waren. In 1957 was hij arrangeur en orkestleider van het album Plenty Valente!, een van de eerste internationale studioalbums van Caterina Valente.
Hij was ook als platenproducent werkzaam voor Decca Records en was vanaf 1959 als arrangeur in de platenstudio's bezig. In 1968/1969 werkte hij als muzikaal directeur van het Parijse Olympia. Vanaf 1970 voerde hij met zijn eigen band zijn oude arrangementen cq. Ellington-composities op. Met het materiaal ontstond in 1973 het album Yes Indeed. Met zijn band trad hij in 1972 op bij het Newport Jazz Festival en gasteerde hij in 1973, 1975 en 1981 in Europa, waaronder op de Berliner Jazztage. Van 1975 tot 1980 trad hij op in de New Yorkse Rainbow Room met een allstar-band als repertoire-orkest, voor wie hij meer dan 300 arrangementen schreef van stukken van Ellington, Dorsey, Lunceford en Fletcher Henderson. Oliver was actief tot in de late jaren 1980. Na zijn overlijden aan kanker in 1988 vererfde zijn weduwe zijn manuscripten van de bandarrangementen aan de New Yorkse Public Library for the Performing Arts.
Tot de composities van Oliver behoorden het door Ray Charles bekende Yes Indeed, maar ook For Dancers Only, Opus I, Well Git It en Easy Does It. Martin Kunzler kwalificeerde de door Ellington beïnvloede arrangeur (samen met Benny Carter en Don Redman, echter resoluter dan deze) als bepalende figuur van het Jimmie Lunceford-orkest.

## Overlijden
Sy Oliver overleed in mei 1988 op 77-jarige leeftijd
- Bibsys: 5008594
- Biblioteca Nacional de España: XX857761
- Bibliothèque nationale de France: cb138980958 (data)
- Catàleg d'autoritats de noms i títols de Catalunya: 981058609780506706
- CiNii: DA16584068
- Gemeinsame Normdatei: 119280590
- International Standard Name Identifier: 0000 0000 8099 1713
- Library of Congress Control Number: n92030356
- Nationale Bibliotheek van Letland: 000068679
- MusicBrainz: 5b99fa9e-4190-4172-abc0-220f895dab9e
- Nationale Bibliotheek van Tsjechië: xx0120700
- Nationale bibliotheek van Australië: 52239013
- Nationale Bibliotheek van Israël: 987007350586805171
- Nederlandse Thesaurus van Auteursnamen: 071100539
- Réseau des bibliothèques de Suisse occidentale: 02-A008733912
- SNAC: w6p88hsb
- Système universitaire de documentation: 080881033
- Virtual International Authority File: 19866445
- WorldCat: E39PBJwdfTTmD8JHWXTRr3PYT3